# Calistrat Cuţov
Calistrat Cuţov, född 10 oktober 1948 i Smârdan i Tulcea, död i mars 2025 i Bukarest, var en rumänsk boxare.
Cuţov blev olympisk bronsmedaljör i lättvikt i boxning vid sommarspelen 1968 i Mexico City.